# ایلیا اسپاسویویچ
ایلیا اسپاسویویچ (انگلیسی: Ilija Spasojević؛ زادهٔ ۱۱ سپتامبر ۱۹۸۷) بازیکن فوتبال اهل مونته‌نگرو است.
از باشگاه‌هایی که در آن بازی کرده‌است می‌توان به باشگاه فوتبال وویوودینا، باشگاه فوتبال پی‌اس‌ام ماکاسار، باشگاه فوتبال پرسیب باندونگ، باشگاه فوتبال دینامو تفلیس، باشگاه فوتبال لیپایاس متالورگس، باشگاه فوتبال سوتیسکا نیکشیچ، و باشگاه فوتبال بالی یونایتد اشاره کرد.
وی همچنین در تیم‌های ملی فوتبال زیر ۲۱ سال مونته‌نگرو و اندونزی بازی کرده‌است.